# Time to Go
Albums de Red Mourning
Pregnant with Promise
(2011)
Time to Go est le premier album du groupe de metal français Red Mourning sorti en 2008

## Liste des titres
| No  | Titre              | Durée |
| --- | ------------------ | ----- |
| 1.  | Come to Bury       | 02:47 |
| 2.  | The Exit           | 02:46 |
| 3.  | Closer Yet         | 04:16 |
| 4.  | A Hundred Years    | 02:52 |
| 5.  | Rolling Thunder    | 04:01 |
| 6.  | Blue and Grey      | 01:16 |
| 7.  | Live in a Box      | 01:48 |
| 8.  | Burden Blues       | 02:48 |
| 9.  | Before the Censors | 03:38 |
| 10. | Time to Go         | 05:49 |
| 11. | Child of the Storm | 02:47 |
| 12. | Eternal As it Was  | 04:26 |

## Personnel
- Sébastien Meyzie : basse, chant
- Aurélien Renoncourt : batterie, chant
- J.C. Hoog : chant, harmonica
- Romaric Méoule : guitare